# 双龙镇 (花垣县)
董马库乡，是中华人民共和国湖南省湘西土家族苗族自治州花垣县下辖的一个乡镇级行政单位。

## 行政区划
董马库乡下辖以下地区：
丙池村、补定村、卧龙坪村、排当务村、董马库村、夯寨村、排达连村、梅腊村、黄土坪村、排腊村、让乍村、板栗村、鸡坡岭村、卧大召村、雷公村和洞冲村。